# Giannettino Odone

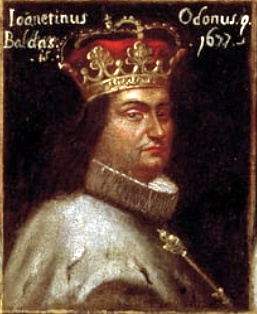
Giannettino Odone

Giannettino Odone (1626 em Génova - 1698 em Génova) foi o 124.º Doge da República de Génova e rei da Córsega.

## Biografia
Em 16 de julho de 1677, Odone foi eleito Doge de Génova, o septuagésimo nono na sucessão de dois anos e o centésimo vigésimo quarto na história republicana. Como Doge, também foi investido no cargo bienal de rei da Córsega. Depois de o mandato ter chegado ao fim, a 16 de julho de 1679, ele continuou a servir a república em cargos e magistrados até 1694. Giannettino Odone faleceu em Génova, em 1698.